# 9910 Vogelweide
9910 Vogelweide là một tiểu hành tinh vành đai chính. Nó quay quanh Mặt Trời mỗi 4.87 năm.
Được phát hiện ngày 30 tháng 9 năm 1973 bởi Cornelis Johannes van Houten và Ingrid van Houten-Groeneveld ngày photographic plates made bởi Tom Gehrels with Samuel Oschin telescope ở Đài thiên văn Palomar, tên chỉ định của nó là "3181 T-2". It was later renamed "Vogelweide" after Walther von der Vogelweide, a German minstrel of the thirteenth century.